# Танталат неодима
Танталат неодима — неорганическое соединение,
соль неодима и танталовой кислоты
с формулой NdTaO4,
фиолетовые кристаллы,
не растворяется в воде.

## Получение
- Сплавление стехиометрических количеств оксидов неодима и тантала:

{\displaystyle {\mathsf {Nd_{2}O_{3}+Ta_{2}O_{5}\ {\xrightarrow {1200-1350^{o}C}}\ 2NdTaO_{4}}}}

## Физические свойства
Танталат неодима образует фиолетовые кристаллы
моноклинной сингонии,
пространственная группа I 2/a,
параметры ячейки a = 0,55153 нм, b = 1,12388 нм, c = 0,51184 нм, β = 95,731°, Z = 4
.
Существует метастабильная фаза высокого давления
моноклинной сингонии,
пространственная группа P 21/c,
параметры ячейки a = 0,75920 нм, b = 0,54673 нм, c = 0,77022 нм, β = 100,032°, Z = 4
.
Не растворяется в воде.